# Maskenklarino
Der Maskenklarino (Myadestes melanops) ist eine in Mittelamerika vorkommende Singvogelart aus der Familie der Drosseln (Turdidae).

Verbreitungsgebiet des Maskenklarinos

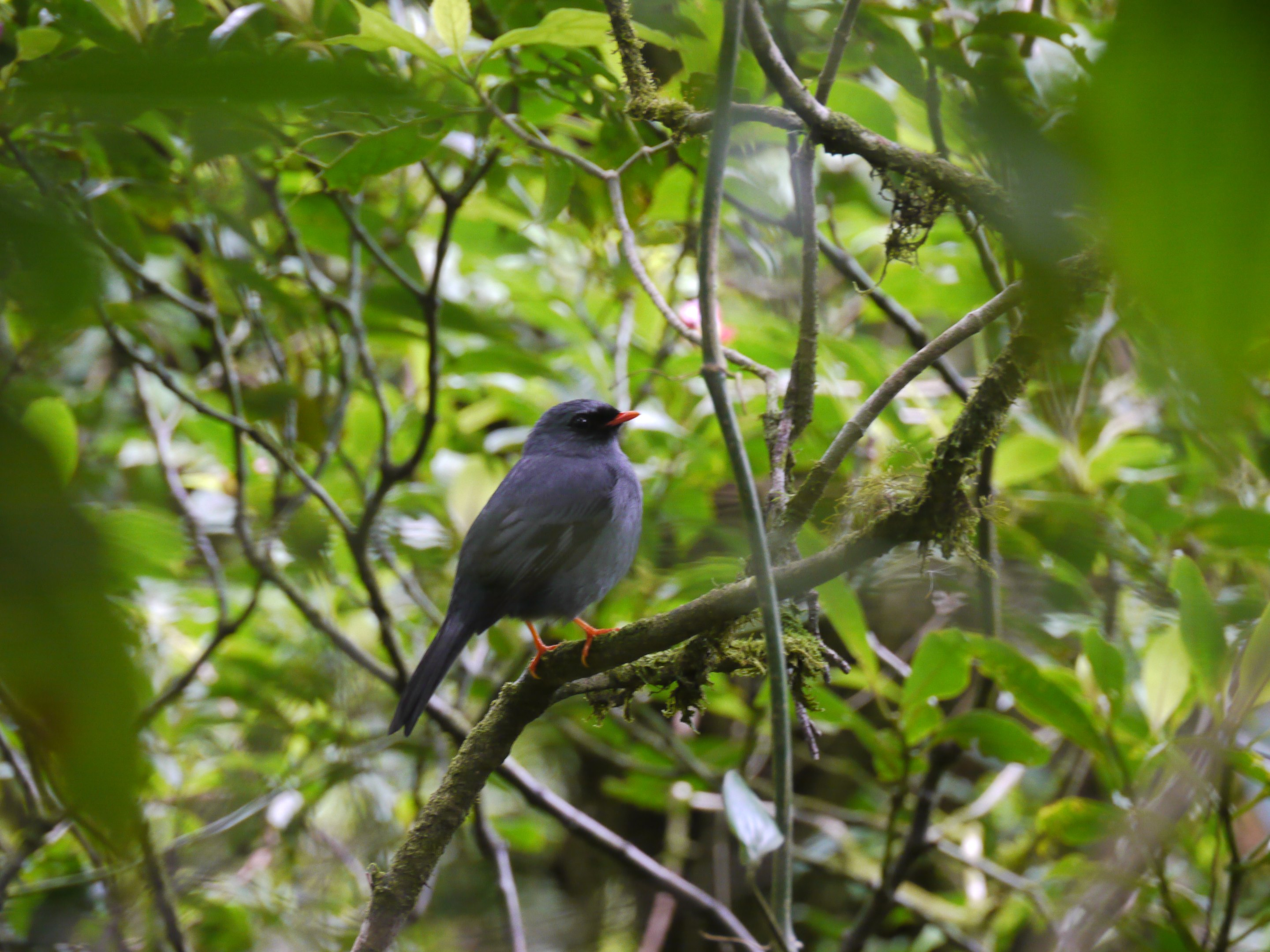
Maskenklarino im Laub eines Baumes

## Merkmale
Der Maskenklarino erreicht eine Körperlänge von ca. 19 Zentimetern und ein Gewicht von 30 bis 33 Gramm. Die Geschlechter sind farblich sehr ähnlich. Ober- und Unterseite sind blaugrau bis schiefergrau gefärbt. Das Gesicht zeigt eine schwarze Maske. Die Flügeldecken und die Steuerfedern sind ebenfalls schwarz. Der Schnabel ist bei beiden Geschlechtern rotorange, die Iris schwarz, Beine und Füße haben eine rötlich gelbe Farbe.

## Ähnliche Arten
Der Schieferklarino (Myadestes unicolor) unterscheidet sich durch das Fehlen einer schwarzen Maske, einen breiten weißen, geteilten Augenring sowie den schwarzen Schnabel und die grauen Beine und Füße.

## Verbreitung und Lebensraum
Der Maskenklarino kommt ausschließlich in Costa Rica und Panama vor, wo er meist in Höhenlagen zwischen 750 und 3000 Metern anzutreffen ist.

## Lebensweise
Maskenklarinos halten sich gerne im dichten Laubwerk von Obstbäumen auf. Ihre Nahrung besteht in erster Linie aus Früchten, zuweilen werden auch Insekten angenommen. Ihr Gesang ist wohlklingend und melodienreich. Die Vögel wurden deshalb gerne als Haustiere gehalten. Seit 2010 sind der Wildfang sowie der Handel mit Maskenklarinos in Costa Rica verboten. Dennoch werden zuweilen Individuen illegal aus der Natur entnommen und widerrechtlich in Käfigen gehalten.

## Bestand und Gefährdung
Der Maskenklarino ist in seinen Vorkommensgebieten verbreitet, jedoch im Rückgang begriffen. Er wird von der Weltnaturschutzorganisation IUCN weiterhin als „least concern = nicht gefährdet“ geführt. Eine gewisse Abnahme der Individuenanzahl ergibt sich aus der illegalen Entnahme des schönen Sängers aus dem Freiland und Einstellung in den Tierhandel.